# Собор святого Олафа (Осло)
Собор святого Олафа (норв. St. Olav Domkirke) — кафедральний собор католицької дієцезії Осло (Норвегія). Названий на честь святого Олафа, покровителя Королівства Норвегія.

## Історія

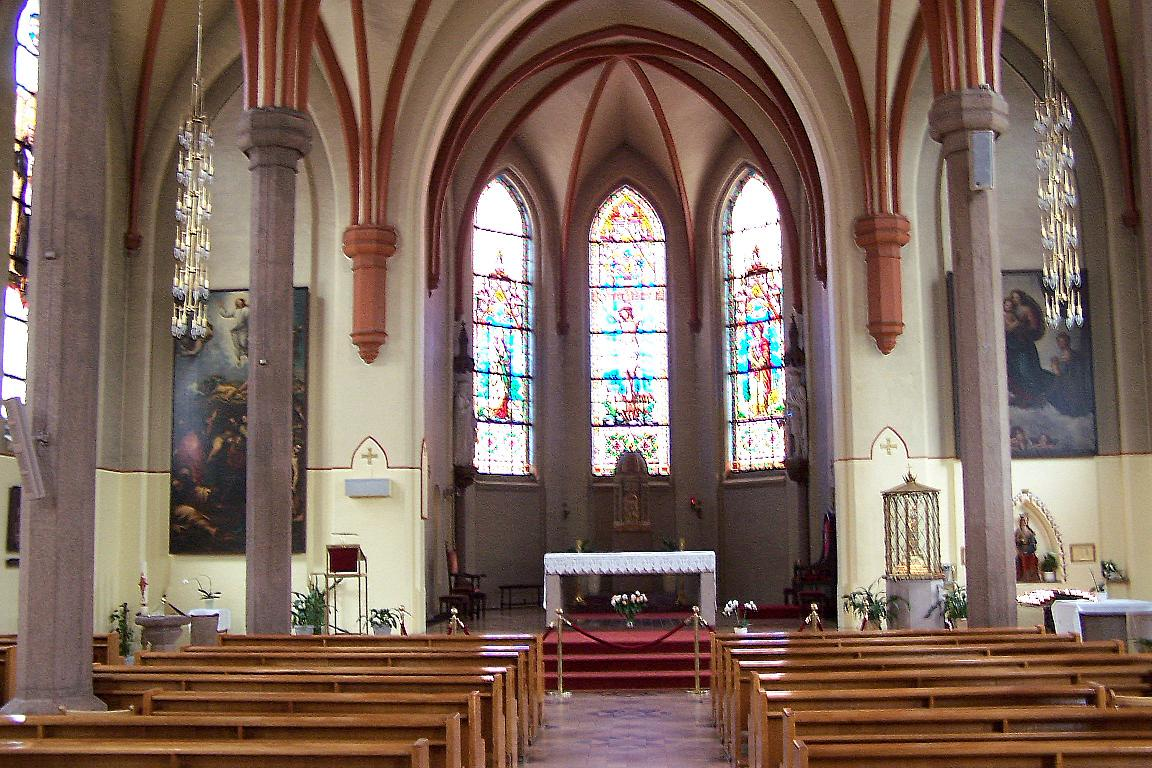
Інтер'єр храму

Собор був побудований у 1856 році в неоготичному стилі за проектом німецьких архітекторів Генріха Ернста Ширмера і Вільгельма фон Ганно. Будівництво було профінансоване за рахунок приватних коштів з Норвегії та з-за кордону. Храм святого Олафа мав служити католицькій громаді міста як парафіяльна церква, після того як була відновлена свобода віросповідання для католиків. 
Церква побудована з цегли, її західний фасад вінчає готичний шпиль.
У плані храм має три нави, розділені гранітними колонами. Вівтар знаходиться на сході будівлі, в апсиді храму.
Храм був освячений 24 серпня 1856 року.
Великим жертводавцем храму святого Олафа була королева Жозефіна, яка після одруження з Оскаром Бернадоттом, пізнішим королем Швеції та Норвегії, продовжувала визнавати католицьку віру. Зокрема вона подарувала храмові копію картини Рафаеля «Сикстинська Мадонна». Її розміщено праворуч від вівтаря. У 1857 році Папа Римський Пій IX подарував храмові дарохранильницю, виготовлену з італійського мармуру.
У 1861 році король Данії Фредерік VII пожертвував храмові релікварій з рукою святого Олафа, унікальною реліквією святого, що залишилася в Скандинавії з часів Реформації, а в середньовіччі вшановувалася вірними в Нідароському соборі.
Після того як папа Пій XII у 1953 році відновив католицьку дієцезію Осло, церква святого Олафа стала її кафедральним собором.
Собор був відреставрований у 1975—1976 роках. Вівтар пристосовано до вимог літургійної реформи латинського обряду. Орган у стилі необароко був відновлений у 2002 році.
У 1989 році собор святого Олафа відвідав Папа Римський Іван-Павло II і пожертвував храмові мощі святого Олафа.